# Natco Pharma
Natco Pharma Ltd - індійська фармацевтична компанія, яка виробляє активні фармацевтичні інгредієнти.

## Загальні відомості про компанію
Основні напрямки роботи - розробка препаратів для боротьби з вірусними (включаючи гепатит С) і онкологічними захворюваннями.
Natco Pharma працює в Індії, США, Європі та Азії. Дочірні підприємства розташовуються в Північній і Латинській Америці, Азіатсько-Тихоокеанському регіоні, на Близькому Сході і в Південно-Східній Азії.
Спочатку компанія називалася Natco Fine Pharmaceutical Ltd. Вона стала офіційно публічної з липня 1992 року. У лютому 1993 року змінила свою назву на Natco Pharma (NPL).
Асортимент продукції Natco Pharma Limited становить понад 500 лікарських найменувань і постійно розширюється завдяки фундаментальним дослідженням і співпраці в сфері технологій.
Компанія виробляє такі препарати, як софосбувір, Даклатасвір, Леналідомід, Ентекавір, Деферазірокс, Ледіпасвір, Іматиніб, Бендамустін, Бортезоміб, Хлорамбуцил, Велпатасвір і ін.
NPL є виробником лікарських препаратів для компаній Ranbaxy і Parke Davis і володарем сертифікації ISO 9002, яка дозволяє розвивати експорт. Natco Pharma Ltd ініціювала процедури реєстрації препаратів під власним брендом в більш ніж 20 країнах.
Для виходу на американський ринок NPL сформувала дочірнє підприємство Natco Pharma в США і вступила в дослідне співробітництво з Регіональної дослідною лабораторією в Джамму, Центром клітинної та молекулярної біології для синтетичних пептидів і Центральним інститутом досліджень шкіри.
Natco Laboratories, Natco Parenterals і Karanth Pharmaceuticals об'єдналися з флагманської компанією NPL, щоб забезпечити більшу базу активів і збільшити високотехнологічні можливості.

## Місцезнаходження
Зареєстрований офіс знаходиться в місті Хайдарабад, штат Телангана, Індія.
Реєстратор - Venture Capital & Corporate Investments Pvt. Ltd.

## Представництва в Україні, Росії і країнах СНД
Natco Pharma не має офіційних представництв в Росії і країнах СНД.

## Керівництво компанії
- VC Nannapaneni — голова і керуючий директор,
- Rajeev Nannapaneni — заступник голови та головний виконавчий директор,
- Vivek Chhachhi — Non Exe.Non Ind.Director,
- TV Rao — незалежний директор,
- GS Murthy — незалежний директор,
- DG Prasad — незалежний директор,
- U.R Naidu — незалежний директор,
- Лила Дигумарти — незалежний директор,
- PSRK Prasad — виконавчий віце-президент інженерного відділу,
- D Линга Рао — директор і президент (технічні питання).[4]

## Історія компанії
Компанія почала свою діяльність в 1981 році. Сьогодні в її активі власні дослідницькі центри і понад 4000 кваліфікованих вчених. Продукція NPL експортуються в США, Австралію, Канаду, Бразилію, країни Європи, країни СНД, В'єтнам, Гонконг, Китай, Нідерланди, Нігерію, Танзанію і Кенії та ін.
Natco Pharma Limited має сертифікат Всесвітньої організації охорони здоров'я і виробляє продукцію для компаній Ranbaxy Laboratories Ltd., Eskayef Ltd., Parke Davis (I) Ltd., Fulford India Limited, Cadila Ltd., John Wyeth India Ltd., ICI Ltd. і SOL Pharmaceuticals Ltd.

## Хронологія
1996 — випуск лікарського засобу Суматриптан проти мігрені під власною торговою маркою.
1997 —Natco Pharma Limited уклали угоду, що надає право реалізації продукції Natco в Росії та інших країнах СНД. Злиття компаній групи - Natco Pharma, Natco Laboratories, Natco Parenterals і Dr.Karanth Pharma Chemical Labs.
1998 —Natco Pharma Ltd уклали угоду з американським фармацевтичним гігантом Mallin Krodt для виробництва і експорту напроксен.
2002 — Natco Pharma Ltd отримала схвалення від Адміністрації терапевтичних товарів (TGA), Австралія, для свого виробничого об'єкта в Мекагуде.
2003 — випуск протиракового ліки Іматиніб під власною торговою маркою.
Випуск препарату, що містить золедронової кислоту для ін'єкцій. Natco Pharma стала другою компанією, яка запустила виробництво цих ліків в світі.
Випуск препарату Летрозол для лікування прогресуючого раку молочної залози у жінок в постменопаузі.
Замовлення Rs 35-fr для експорту Гідробромід циталопрамом (використовується для лікування як антидепресант).
2004 — Natco Pharma запускає препарат проти раку, відкриває підрозділ онкології. В цьому ж році випускає препарат для лікування раку передміхурової залози і препарат для раку яєчників.
2005 — Natco Pharma Limited підписує меморандум про взаєморозуміння (MoU) для обміну технологіями, пов'язаними з виробництвом онкологічних продуктів. Також запускає препарат Вориконазол.
2006 — Natco оголошує про запуск Пеметрексед для лікування недрібноклітинного раку легені.
2007 — Natco оголосила про випуск контрацептиву світового класу.
2010 — в США Natco Pharma Ltd запускає Анастрозол і Бендамустін.
2011 — Natco спільно з американською компанією Levomed LLS утворили ще одну компанію Natcofarma Do Brasil для дистрибуції лікарських засобів в Бразилії.
2012 — компанія за свої розробки отримує світову премію «Золотий павич».
Natco оголошує про запуск ліки від раку нирок і печінки.
2015 — Natco запускає виробництво Софосбувір в Непалі.
2016 — Natco випускає перший аналог капсул «Tamiflu» на ринку США.

## Цінова політика компанії
Natco Pharma Ltd виробляє аналоги дорогих відомих, брендових лікарських засобів, роблячи їх доступними для пацієнтів з низькими доходами. Так, в 2012 році індійська компанія скасувала патент на ліки від раку, зробленого Bayer, заявивши, що збирається продавати дженерик ліки тозілат Сорафеніб за 3 відсотки від ціни, що стягується Bayer з Німеччини за оригінал. Сьогодні Natco продає препарат в Індії за 174 $. Оригінальний препарат Bayer продає за 5 500 доларів.
У 2015 році Natco під власною торговою маркою випустила софосбувір - ліки, яке використовується для лікування хронічного гепатиту С - аналог препарату «Sovaldi» («Совальді»), який випускає американська компанія Gilead. Ціна за пляшку для лікарського засобу встановлена на рівні близько 20 тисяч рупій, що приблизно 300 доларів. А 12-тижневий курс коштує близько 945 доларів (тобто в 12 разів дешевше, ніж оригінал в США).
В травнем 2017 індійська компанія випустила ліки від раку крові за ціною 5 000-20 000 рупій, що на 98% нижче ціни в США. Помалідомід призначений для пацієнтів з множинною мієломою (тип раку крові). Препарат продається компанією Celgene Inc в США під торговою маркою «Pomalyst». Natco буде продавати капсули pomalidomide під власним брендом в Індії.
У жовтні 2017 року акції Natco Pharma Ltd подорожчали на 20%, оскільки Управління з санітарного нагляду за якістю харчових продуктів і медикаментів США (FDA) схвалило розроблений компанією Natco в партнерстві голландською компанією Mylan дженерик препарату Копаксон. Ці ліки застосовується для лікування розсіяного склерозу. Оригінальний препарат виробляє і продає ізраїльська компанія Teva. За 12 місяців по 31 липня 2017 року обсяг продажів Копаксону в дозуванні 20 мг склав 700 млн доларів, в дозуванні 40 мг - 3,6 млрд доларів.
- Офіційний сайт Natco Pharma англійською мовою [Архівовано 13 травня 2020 у Wayback Machine.]
- Офіційний сайт Natco Pharma російською мовою [Архівовано 13 січня 2020 у Wayback Machine.]